# 大島新一
大島 新一（おおしま しんいち 1899年（明治32年）10月1日 - 1979年（昭和54年）9月25日）は日本の政治家。石川県会議員（3期）

## 来歴
1899年10月鳳至郡櫛比村に生まれた。1914年3月櫛比尋常高等小学校高等科を卒業後、1915年1月輪島区裁判所門前出張所所属になり、1919年1月金沢地方裁判所所属の司法書士となった。
1925年5月櫛比村会議員選挙に当選。1931年9月立憲民政党に属して石川県会議員選挙に当選、1935年再選され参事会員に選任されていた。1941年11月には副議長となった。副議長には1946年までつとめ県会議員としては1947年までその任にあたった。
この間、1941年6月より門前町長として町政をとり1942年10月からは門前花業会長でもあった。また、民政党石川県支部幹事長でもあった。1947年2月、公職追放。
1955年3月には町村合併後の新門前町の町議会議員に当選し1期つとめた。
その後、財団法人石川県自動車協会会長・株式会社青木製作所取締役・自由民主党石川県支部連合会顧問などの職にあった。

## 註釈
1. ↑  『石川県公報』第5778号、昭和22年3月5日「石川県告示第588号」
2. ↑  北國新聞1979年9月27日付朝刊14面